# Peter Godwin (escritor)
Peter Godwin (Harare, 4 de dezembro de 1957) é um escritor, autor, jornalista e roteirista zimbabuense.

## Filmografia
- "The Fear: Robert Mugabe and the Martyrdom of Zimbabwe"

- "When a Crocodile Eats the Sun"

- "Mukiwa: A White Boy in Africa"

- "Rhodesians Never Die"

- "Wild at Heart - Man and Beast in Southern Africa"